# Roti Kapada Aur Makaan
Pour plus de détails, voir Fiche technique et Distribution.
Roti Kapada Aur Makaan (en hindi : रोटी कपड़ा और मकान) (français: Nourriture, vêtements et abri), est un film d'action dramatique indien en langue hindi de 1974 écrit
réalisé et produit par Manoj Kumar, qui joue également dans le film. Le titre du film est basé sur l'expression hindi, qui fait référence aux nécessités de la vie, popularisée à la fin des années 1960 par l'ancienne Première ministre Indira Gandhi, avant les élections générales de 1967.
Le film raconte l'histoire d'une famille dont Bharat (Manoj Kumar) tente de subvenir à ses besoins après avoir connu des difficultés financières. Le film met également en vedette Amitabh Bachchan dans le rôle de Vijay (le frère de Bharat), Zeenat Aman dans le rôle de Sheetal (dont Bharat est amoureux), Moushumi Chatterjee dans le rôle de Tulsi (une amie de Bharat dans la pauvreté), et Shashi Kapoor dans le rôle de Mohan Babu (un riche homme d'affaires). Il a été refait en film Télougou Jeevana Poratam, et est toujours considéré comme très influent et l'un des meilleurs films de Bollywood de son époque.

## Synopsis
Après la retraite de son père (Krishan Dhawan), c'est à Bharat (Manoj Kumar) qu'il incombe de s'occuper de sa famille basée à Delhi. Il a deux jeunes frères qui vont à l'université, Vijay (Amitabh Bachchan) et Deepak (Dheeraj Kumar) et une sœur en âge de se marier, Champa (Meena T.). Bien que Bharat soit diplômé de l'université, le seul travail qu'il peut trouver est celui de chanteur mal payé, au grand dam de sa petite amie, Sheetal (Zeenat Aman). Pendant ce temps, Vijay s'est tourné vers le crime en dernier recours pour subvenir aux besoins de sa famille, mais après une dispute avec Bharat, il quitte la maison pour rejoindre l'armée.
Sheetal commence à travailler comme secrétaire pour le riche homme d'affaires Mohan Babu (Shashi Kapoor) et Mohan est attiré par elle. Sheetal aime l'Inde mais ne peut pas envisager une vie dans la pauvreté. Bharat trouve finalement un emploi comme constructeur mais commence à se rendre compte que Sheetal s'éloigne peu à peu de lui. Bientôt, il perd son emploi lorsque le gouvernement reprend le chantier et ses problèmes financiers s'aggravent. Lorsque Mohan propose le mariage, Sheetal accepte, laissant Bharat le cœur brisé. Bharat perd son père peu de temps après et est dévasté. Par frustration, il brûle son diplôme sur le bûcher funéraire de son père.
Pendant ce temps, Champa a trouvé un prétendant, mais Bharat n'a pas d'argent pour payer le mariage. Déprimé par l'état de sa vie, Bharat trouve bientôt le salut en aidant Tulsi (Moushumi Chatterjee) qui vit dans la pauvreté. Il se lie également d'amitié avec Sardar Harnam Singh (Prem Nath) qui vient à son secours lorsqu'il tente de sauver Tulsi d'une bande de voyous. Il reçoit ensuite une offre d'un homme d'affaires corrompu nommé Nekiram (Madan Puri) qui persuade Bharat de se livrer à ses activités illégales afin que lui et sa famille sortent de la pauvreté, et il accepte.
Deepak rejoint les forces de police. Bharat, qui travaille pour Nekiram, décide d'informer la police de ses malversations. Nekiram le découvre et accuse Bharat à la place. Deepak est l'officier de police désigné pour arrêter Bharat. Vijay s'associe à Bharat pour arrêter Nekiram. Au cours de ce conflit, Sheetal, qui regrette son erreur d'avoir choisi la richesse plutôt que l'amour, sacrifie sa vie. Bharat, Vijay, Deepak, Mohan Babu et Sardar Harnam Singh finissent par emprisonner Nekiram et ses troupes. Bharat voit Sheetal à Tulsi et l'accepte comme épouse.

## Fiche technique
- Titre original : Roti Kapada Aur Makaan
- Titre original en français : Nourriture, vêtements et abri
- Titre original en hindi : रोटी कपड़ा और मकान
- Langue : Hindi
- Pays :  Inde
- Genre : film d'action dramatique
- Dates de sortie :
  -  Inde : 18 octobre 1974
  -  France : 12 août 2003 au VHS

## Distribution
- Manoj Kumar dans le rôle de Bharat
- Shashi Kapoor dans le rôle de Mohan Babu
- Amitabh Bachchan dans le rôle de Vijay
- Zeenat Aman dans le rôle de Sheetal
- Moushmi Chatterjee dans le rôle de Tulsi
- Prem Nath dans le rôle de Harnam Singh
- Dheeraj Kumar dans le rôle de Deepak
- Kamini Kaushal comme la mère de Bharat
- Aruna Irani dans le rôle de Poonam
- Madan Puri dans le rôle de Nekiram
- Krishan Dhawan dans le rôle du père de Bharat
- Meena T dans le rôle de Champa
- Sulochana dans le rôle de la mère de Mohan
- Raza Murad dans le rôle de Hamid Miya
- Raj Mehra
- Manmohan
- CS Dubey
- Darshan Lal
- Brahm Bhardwaj dans le rôle de Ramchand

## Crédit d'auteurs
- (en) Cet article est partiellement ou en totalité issu de l’article de Wikipédia en anglais intitulé « Roti Kapada Aur Makaan » (voir la liste des auteurs).